# Ludwig Manfred Lommel
Manfred Ludwig Heinrich Lommel (* 10. Januar 1891 in Jauer/Niederschlesien; † 19. September 1962 in Bad Nauheim) war ein deutscher Humorist.

## Werdegang
Lommel wuchs in Neukirch an der Katzbach als Sohn eines Tuchfabrikanten auf. Ab 1908 lebte er in Bremen, um Erfahrungen in der väterlichen Branche zu sammeln. Lommel aber zog es mehr zum Theater. Er nahm heimlich Schauspielunterricht, worauf er zur Strafe zu Geschäftsfreunden nach Manchester geschickt wurde. Trotz dieser Aufsicht debütierte er auf der Bühne im Prince-Theater in Shanklin auf der Isle of Wight unter dem Pseudonym „Charles Holmes“, worauf ihm sein Vater die Zuwendungen strich. Als Vertreter „in Ölen und in Fetten“ kehrte er zurück nach Deutschland. 
Im Ersten Weltkrieg war er Reserveoffizier und imitierte zum Vergnügen seiner Untergebenen die Geräusche von Flugzeugmotoren. Eine Begegnung mit einem schlesischen Bauern in Landestracht inspirierte ihn damals zu seiner später so erfolgreichen Rollenfigur „Paul Neugebauer“.
Nach Ende des Ersten Weltkrieges wurde Lommel, wie viele aus der Armee Entlassene ohne erlernten Beruf, ›Weinreisender‹. Da er hierbei erfolglos war, wandte er sich als Komiker erneut der Schauspielerei zu. Berühmt wurde er durch Solotourneen sowie im Rundfunk durch zahlreiche Couplets, vor allem aber durch seine „Geschichten aus Runxendorf“ mit den Hauptfiguren Paul und Pauline Neugebauer. Bis zu 12 verschiedene Personen innerhalb einer Szene konnte er stimmlich parodieren, dazu die nötigen Geräusche von der Zimmermannssäge bis zum Zahnarztbohrer glaubhaft nachahmen. Bei seinen Vorträgen wurde er meist von den Pianisten und Komponisten Siegfried Klupsch und Werner König am Flügel begleitet.
In der späten Weimarer Zeit erreichte Lommel den Gipfel seiner Popularität; er trat erfolgreich in mehreren, heute verschollenen Filmen auf, Schallplatten seiner humoristischen Vorträge verkauften sich in enormen Auflagen. Im Nationalsozialismus war Lommel einer der populärsten Rundfunkkomiker. 
1938 war er für ein Jahr Direktor am Großen Lustspielhaus in der Friedrichstraße.
Gelegentlich arbeitete er mit der Schnellsprech-Komikerin Gisela Schlüter zusammen. Mit ihr wurde er noch 1942 für einen Werbekurzfilm der Sparkasse verpflichtet. Lommel stand 1944 in der Gottbegnadeten-Liste des Reichsministeriums für Volksaufklärung und Propaganda.
Nach 1945 ließ er sich in Bad Nauheim nieder und engagierte sich für verschiedene wohltätige Projekte zugunsten der Heimatvertriebenen. Dafür wurde Lommel 1956 mit dem Bundesverdienstkreuz 1. Klasse und diversen anderen Auszeichnungen bedacht. In den 1950er Jahren kamen seine Beiträge (Paul und Pauline) regelmäßig im Hessischen Rundfunk. 
1914 heiratete er in Breslau in erster Ehe Elisabeth Hentschel (* 1892 Jauer). Die Ehe wurde 1939 geschieden. 
Ab September 1944 war er mit Karla Lommel verheiratet. Lommel hatte fünf Kinder:
- Sohn Hans (1916–2000)
- Tochter Ruth Lommel (1918–2012) war Schauspielerin
- Sohn Werner (1922–1944), im Zweiten Weltkrieg hingerichtet
- Sohn Ulli Lommel (1944–2017) war Schauspieler und Regisseur
- der jüngste Sohn Manuel Lommel (* 1949) ist Kameramann

## Filmographie
“Der Film der 1930er Jahre sicherte sich die enorme Beliebtheit des Parodisten, Dialekt- und Stimmenimitators Ludwig Manfred Lommel ...”. Er war in fünf abendfüllenden Filmen und in acht Kurzfilmen zu sehen:
(kursiv: Rolle)
- 1930: Kasernenzauber: Wachtmeister Sturm
- 1932: Ludwig Manfred Lommel (Kurztonfilm, 2 Akte): [auch Drehbuch][12]
- 1936: Paul und Pauline: Paul Neugebauer
- 1936: Hilde und die 4 PS
- 1937: Hahn im Korb[13]
- 1937: Gast im eignen Heim (Kurztonfilm): Herr Kroll
- 1937/1938: Gute Reise, Herr Meier (Kurztonfilm)
- 1937/1938: Eine Tat mit Vorbedacht (Kurztonfilm): Tischlermeister Groot
- 1938: Blechmusik (Kurztonfilm)
- 1938: Klimbusch macht Wochenende (Kurztonfilm): Prokurist Klimbusch
- 1938/1939: Der Herr im Hause (Kurztonfilm)l
- 1938/1939: Dienst am Kunden (Kurztonfilm)
- 1942: Herr Schnick und Frau Schnack (Werbekurzfilm für die Sparkasse, mit Gisela Schlüter)
- 1956: Die Christel von der Post: Botaniker Prof. Manfred Hummel

## Diskographie
Erste Aufnahmen entstanden 1928 auf den Labeln Vox und Odeon. Den Großteil seiner Schallplatten machte Lommel für Homocord in den Jahren von 1929 bis 1931. Sie wurden später auch auf Gloria veröffentlicht. Von 1936 bis 1938 folgen schließlich Titel auf Kristall.
Wiederveröffentlichungen:
- Das Neueste aus Runxendorf (Doppel-LP, als CD wieder aufgelegt)
- Hier spricht der Sender Runxendorf (10-Inch-Vinyl-Schallplatte, Bertelsmann Schallplattenring Nr. 33037)